# ナストーア
ナストーア (NAS TOA) は、東京都中央区京橋1丁目に本社をおく、NASグループ（日本冶金工業グループ）のステンレス溶接鋼管メーカーである。

## 概要
日本におけるステンレス溶接鋼管のトップメーカーであり、ステンレス専業メーカーとして国内最大手である「日本冶金工業（株）」の連結子会社である。
社名に冠されている「NAS（ナス）」とは、「Nippon-Yakin Austenite Stainless Steel」の略で、日本冶金工業が製造するステンレス鋼の商標のこと。

## 事業所
- 本社：東京都中央区京橋1-5-8（三栄ビル9階）
- 大阪支店：大阪市中央区高麗橋4-1-1（大阪興銀ビル3F）

## 工場
- 茅ヶ崎製造所：神奈川県茅ヶ崎市萩園2678
- 川崎大径管工場：神奈川県川崎市川崎区小島町4-2（日本冶金工業（株）川崎製造所 構内）

## 経営
- 代表取締役社長：木幡武

## 株主
- 日本冶金工業（株） - 100％の株式を保有する親会社。

## 沿革
- 1948年 – マッチ製造機械の製造・販売を行なう「東亜精機（株）」として設立。
- 1952年 – 電気溶接機の製造・販売を開始。
- 1954年 – ステンレスパイプの製造、ステンレス鋼の製缶板金加工を開始。
- 1988年 – 「日本冶金工業（株）」よりステンレス鋼管の販売を譲り受け、「ナストーア（株）」に社名変更。